# كلاته ميان
كلاته ميان (بالفارسية: کلاته میان) هي قرية تقع في قسم تشناران الريفي (مقاطعة تشناران) في إيران. يقدر عدد سكانها بـ 64 نسمة .